# ويندهام روبرتسون
ويندهام روبرتسون (بالإنجليزية: Wyndham Robertson)‏ هو محامي وقاضي ونَسَّاب ومؤرخ وسياسي أمريكي، ولد في 26 يناير 1803 في مقاطعة تشيسترفيلد في الولايات المتحدة، وتوفي في 11 فبراير 1888 في أبينغدون في الولايات المتحدة. حزبياً، نشط في حزب اليمين. وقد انتخب حاكم فرجينيا ‏ (30 أبريل 1836 – 31 مارس 1837) وانتخب عضو مجلس نواب فرجينيا.